# واکر ایوانز
واکر ایوانز (انگلیسی: Walker Evans; ۳ نوامبر ۱۹۰۳ – ۱۰ آوریل ۱۹۷۵) یک عکاس اهل ایالات متحده آمریکا بود. هنرمندی بود که به وجوه زندگی روزمره توجه زیادی می‌نمود. آثار او نشان‌دهنده گرایش وی به امروز عادی و پیش و پا افتاده زندگی است، اموری که اغلب آنها را از لحاظ ظاهری، بدون هرگونه آرایش و تصنع تصویر می‌کرد. عکس‌های او در عین سادگی، تجسم عالی زندگی آمریکایی هستند. وی از عکاسان پروژه اداره حفاظت از مزارع (FSA) بود.